# Ninhursag
Ninhursag  (𒀭𒊩𒌆𒉺𒂅 DNIN-ḪUR.SAG) este una dintre cele mai vechi zeițe sumeriene. A fost denumită "mamă a zeilor"', "doamnă a nașterilor", „doamna muntelui înalt”, ocrotitoare a pământului  și a dragostei, mama zeilor și stăpâna cerului.  Este zeița tutelară a conducătorilor sumerieni, care se autointitulează "copiii lui Ninhursag".
Pentru traci, Ninhursag era Bendis („cea care leagă”), marea Zeiță Mamă, zeița Lunii, a codrilor, a nopții, a fertilității, a dragostei și a farmecelor. .
Simbolul ei era un obiect neidentificat, de forma literei grecești omega iar principalul său centru religios se afla în Eridu.

## Mitologie
Miturile sugerează că inițial a fost soția lui An, mai târziu a lui Enki și, în final, a fiului ei, Enlil. 
Sumerienii susțineau că a avut cu fratele său, Enki zece copii: Ninsar, Abu, Nintulla, Ninsutu, Ninkasi, Nanshe, Azimua, Ninti, Enshag și Martu, iar lui Enlil i-a născut pe Nanna, Ninurta și Nergal. 
În religia mesopotamiană, Ninhursag este zeița orașelor Adab și Kiș. Venerată în special de către păstorii din nordul Mesopotamiei, era zeița ținuturilor stâncoase și avea puterea de a crea viață pe colinele de la poalele munților și în deșert. Imagine maternă, era considerată zeița nașterii. Deoarece a creat oamenii alături de Enki, era considerată și zeița fertilității. 
Sumerienii îi atribuiau multe nume, printre care Ninmah („marea regină”), Nintu („doamna nașterii”), Mami („mama”) sau Aruru („brazdă”). Conform legendelor, după căsătoria cu Enlil și-a schimbat numele în Ninlil („doamna furtunii”), iar fiul său, Ninurta, i-a schimbat numele din Ninmah în Ninhursag.
Akkadienii o numeau Belet-Ili („doamna zeilor”). 
Ca și consoartă a tatălui său, An, era numită de sumerieni Ki („Pământul”), iar de akkadieni și babilonieni, Antu (forma de feminin a substantivului cer). Ca soție a lui Enki, babilonienii au numit-o Damkina, iar sumerienii Damgalnuna sau Ninki („doamna Pământului”). 

## Legături externe
- bibliotecapleyades.net, Enki and Ninhursag